# Канцонета
Канцонета е вид многогласна светска песен, възникнала през 16 век в Италия.
Развива си в тясна връзка с мадригала и бързо се разпространява и в други европейски страни. Към края на 18 век тя се трансформира в солова вокална творба с клавирен съпровод.
През следващите столетия с този термин понякога се обозначават инструментални творби с напевен, лиричен характер (например втората част от Концерт за цигулка и оркестър от Пьотр Илич Чайковски).